# Мешко II Лямберт
Мешко II Лямберт (на полски: Mieszko II Lambert) (ок. 990 – 10/11 май 1034) от династията Пясти е крал (в периода 1025 – 1031) и княз (в периода 1032 – 1034) на Полша. Принадлежи към династията на Пястите.

## Биография
Мешко II е роден около 990 година. Син е на крал Болеслав Храбри († 1025) и третата му съпруга княгиня Емнилда. През 1013 година се жени за Рихеза Лотарингска (* 995, † 21 март 1063), най-възрастната дъщеря на Ецо, пфалцграф на Лотарингия и на Матилда Саксонска, дъщеря на император Ото II и Теофано. Този брак е уреден още през 1000 г. в Гнезно между император Ото III и Болеслав Храбри. Сватбата се състои на Петдесетница 1013 г. в Мерзебург в присъствието на император Хайнрих II и Болеслав I.
На 25 декември 1025 година Мешко е коронясан за крал от архиепископа на Гнезно, Хиполит. В годините 1028 и 1030 провежда военни кампании в Саксония. През 1031 година след военни неуспехи, придружени със загуба на територии, Мешко II е отстранен от власт и на трона се възкачва по-големия му брат Безприм. На следващата година успява да си върне управлението на държавата, но вече носи титлата княз. Дъщерите му са задомени във водещи владетелски домове – Аделхайд-Рихеза е омъжена за Бела Юначни, а Гертруда е съпруга на Изяслав I.
Умира на 10 май 1034 година и е погребан в Познан.

## Деца
Мешко има с Рихеза три доказани деца:
- Кажимеж I Обновител (* 1016), херцог на Полша (Пясти)
- Гертруда (* 1020), омъжва се за Изяслав I, велик княз на Киевска Рус (Рурикиди)
- Рихеза (* 1018; † сл. 1059), омъжва се за по-късния унгарски крал Бела I (Арпади)